# Vogelschutzgebiet 'Medebacher Bucht'
Vogelschutzgebiet 'Medebacher Bucht' este o arie protejată (arie de protecție specială avifaunistică — SPA) din Germania întinsă pe o suprafață de 13.849,26 ha, integral pe uscat.

## Localizare
Centrul sitului Vogelschutzgebiet 'Medebacher Bucht' este situat la coordonatele 51°11′10″N 8°37′31″E / 51.1861°N 8.6253°E.

## Înființare
Situl Vogelschutzgebiet 'Medebacher Bucht' a fost declarat arie de protecție specială avifaunistică în octombrie 2000 pentru a proteja 16 specii de animale.

## Biodiversitate
Situată în ecoregiunea continentală, aria protejată nu include niciun habitat protejat.
La baza desemnării sitului se află mai multe specii protejate de  păsări (16): minunița (Aegolius funereus), pescăruș albastru (Alcedo atthis), fâsă de luncă (Anthus pratensis), barză neagră (Ciconia nigra), ciocănitoarea de stejar (Dendrocopos medius), ciocănitoare neagră (Dryocopus martius), becațină comună (Gallinago gallinago), ciuvică (Glaucidium passerinum), sfrâncioc roșiatic (Lanius collurio), sfrâncioc mare (Lanius excubitor excubitor), ciocârlie de pădure (Lullula arborea), gaia roșie (Milvus milvus), viespar (Pernis apivorus), ciocănitoare verzuie (Picus canus), mărăcinar (Saxicola rubetra), mărăcinar negru (Saxicola torquatus).